# Nadine Magloire
Nadine Magloire (sinh ngày 10 tháng 2 năm 1932) là một nhà văn người Haiti.
Con gái của nhà báo Jean Magloire và nhà soạn nhạc Carmen Brouard, cô được sinh ra ở Port-au-Prince và được giáo dục tại Viện Ste Rose de Lima ở đó. Magloire tiếp tục việc học của mình tại Collège International Marie de France ở Montreal. Magloire cũng tham gia các khóa học tương ứng trong ngành báo chí. Năm 1955, cô chuyển đến Paris để theo đuổi các nghiên cứu tại Trung tâm d'Etudes de Radiodiffusion et Télévision. Khi trở về Port-au-Prince, cô đã học tại École Normale supérieure ở đó.
Năm 1968, bà xuất bản cuốn tiểu thuyết Le mal de vivre, được coi là cuốn sách về nữ quyền đầu tiên được xuất bản ở Haiti. Nhìn vào tình dục từ góc độ nữ quyền, nó đã gây tranh cãi cho thời gian của nó. Một cuộc trao đổi thư giữa Magloire và Simone de Beauvoir theo sau ấn phẩm của cuốn sách này. Năm 1975, cô đã tổ chức một cuộc triển lãm của các nghệ sĩ nữ tại Học viện Français ở Port-au-Prince. Từ tháng 3 năm 1978 đến tháng 3 năm 1979, bà đã xuất bản một tạp chí văn hóa Le fil d'Ariane. Năm 1979, sau khi dành thời gian ở Haiti và nước ngoài, thường là ở Canada, cô định cư ở Montreal.

## Tác phẩm được chọn[2]
- Autopsie in vivo: le sexe mythique, tiểu thuyết (1975)
- Autopsie in vivo, tiểu thuyết (2009)
- Autopsie in vivo (la suite), tiểu thuyết (2010)